# Ida Ou Gailal
Ida Ou Gailal (àrab إدا وڭيلال) és una comuna rural de la província de Taroudant de la regió de Souss-Massa. Segons el cens de 2014 tenia una població total de 6.436 persones.